# تادئوش اومنیتسکی
تادئوش اومنیتسکی (لهستانی: Tadeusz Łomnicki؛ ‏ ۱۸ ژوئیهٔ ۱۹۲۷ – ۲۲ فوریهٔ ۱۹۹۲) بازیگر و کارگردان اهل لهستان بود. وی از مشهورترین بازیگران سینما و تئاتر لهستان می‌باشد.
از فیلم‌هایی که وی در آن نقش داشته است، می‌توان به نگرش تنگ‌نظرانه ۱۹۰۱، نخستین روز آزادی، روز هشتم هفته، ماجراهای میخاو، سیل، لغزش، دست‌ها بالا!، قرارداد، ناپلئون، سربازان آزادی، سرهنگ وُوُدیوفسکی، آنگاه سکوت فرا خواهد رسید، ده فرمان ۸، جن‌زدگان و مرد مرمرین اشاره کرد.